# Der Protagonist
Der Protagonist ist ein expressionistisches Theaterstück von Georg Kaiser, 1920 veröffentlicht. Derselbe Text wurde auch, so gut wie unverändert, für die 1924–1925 entstandene, 1926 uraufgeführte gleichnamige Oper Kurt Weills als Libretto verwendet.

## Handlung
Das Stück spielt in England zur Shakespeare-Zeit. Eine Schauspieltruppe probt zwei Pantomimen; eine ist burlesk, die andere tragisch. Einer der Schauspieler kann zwischen seinen Rollen und der Realität nicht mehr unterscheiden. Während der Probe der tragischen Pantomime tötet er schließlich seine Schwester, besessen von Eifersucht und Verzweiflung.

## Orchester
Die Orchesterbesetzung der Oper enthält die folgenden Instrumente:
- Holzbläser: zwei Oboen, zwei Bassklarinetten
- Blechbläser: drei Hörner, drei Posaunen
- Pauken, Schlagzeug: kleine Trommel, große Trommel, Becken, Triangel, Holztrommel, Glockenspiel, Rührtrommel, Xylophon, Tamtam, Gong
- Celesta
- Streicher
- Bühnenmusik (die acht Musikanten des Herzogs): zwei Flöten (beide auch Piccolo), zwei Klarinetten, zwei Fagotte, zwei Trompeten

## Werkgeschichte
Die an der Dresdner Semperoper am 27. März 1926 uraufgeführte Oper war die erste Oper Weills, die ihm gute Kritiken und erste Aufmerksamkeit der Öffentlichkeit brachte.